# Distanciamento social

Animação sobre impacto de distanciamento social no contexto de uma pandemia.

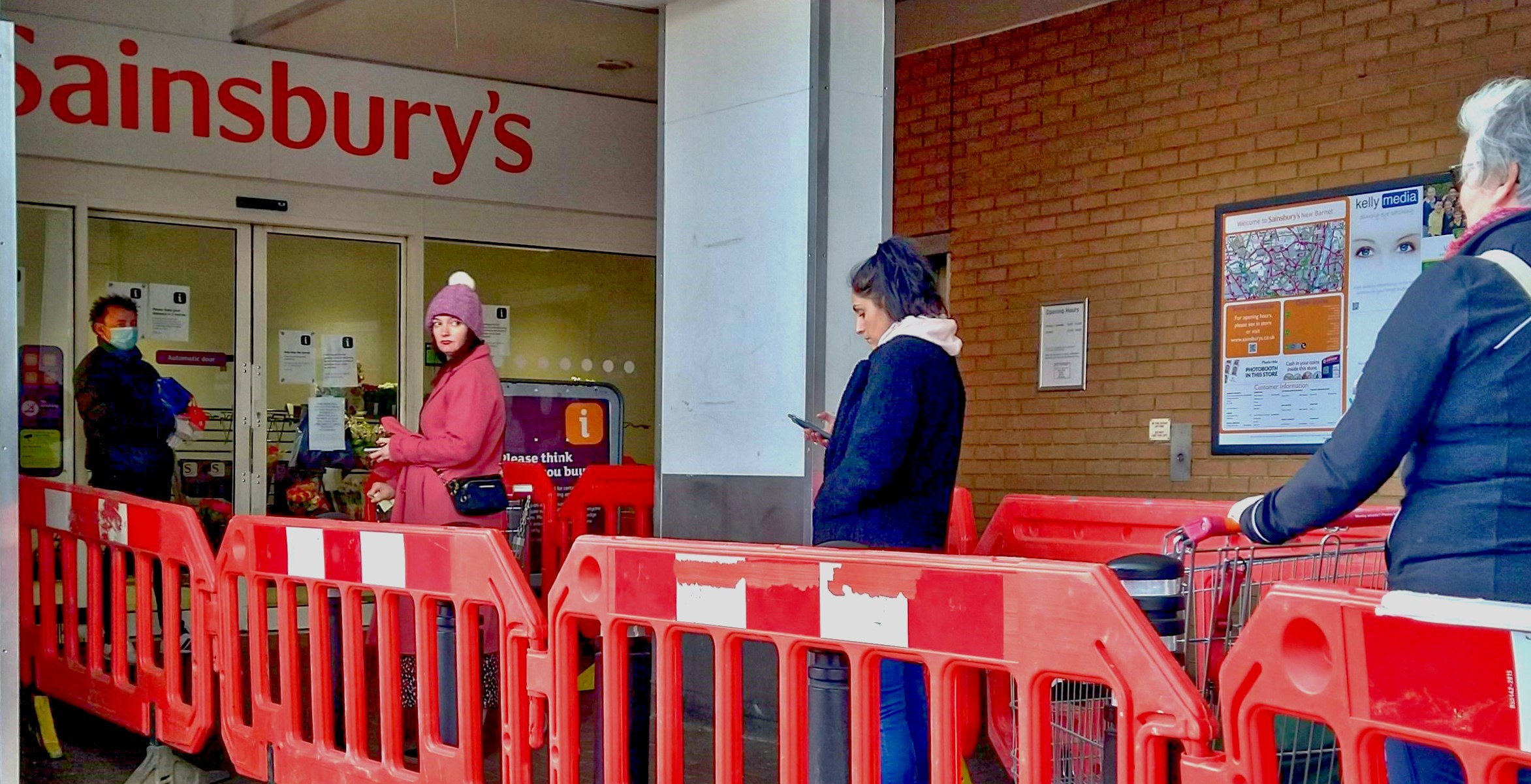
Fila de um supermercado em Londres, onde a distância entre os cidadãos em locais públicos foi feita obrigatória durante a pandemia de COVID-19 no Reino Unido.

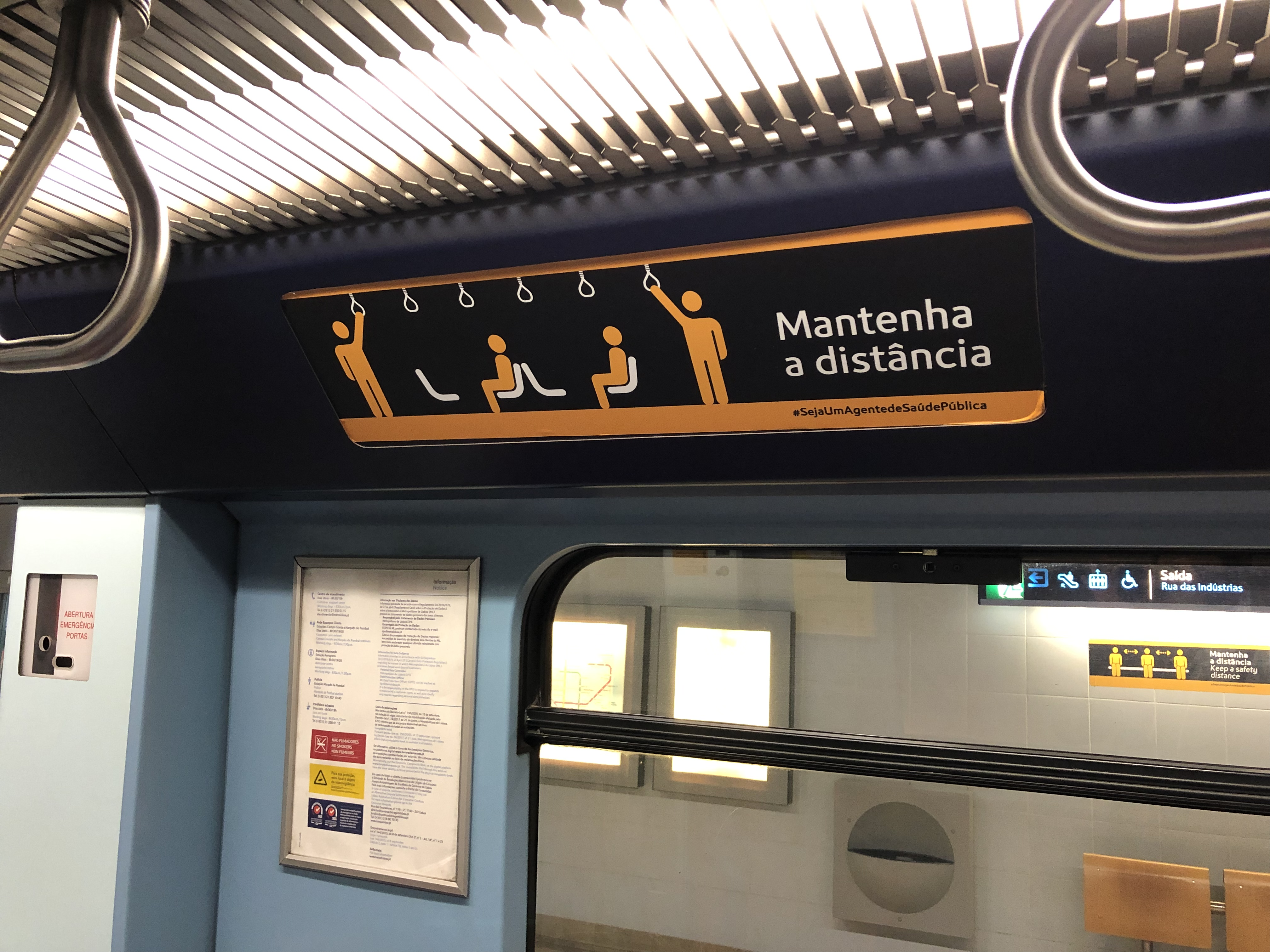
Aviso para manter o distanciamento social numa carruagem do Metropolitano de Lisboa

O distanciamento social ou distanciamento físico é um conjunto de ações que buscam limitar o convívio social de modo a parar ou controlar a propagação de doenças contagiosas. Seu objetivo é reduzir a probabilidade de contato entre pessoas portadoras de uma infecção com outras que não estão infectadas, minimizando a transmissão da doença e, consequentemente, a mortalidade.
O distanciamento social é mais eficaz quando uma doença infecciosa pode ser transmitida pelo contato com gotículas (tosse ou espirro); contato físico direto, incluindo contato sexual; contato físico indireto (por exemplo, tocando uma superfície contaminada, como um fômite); ou transmissão aérea (se o microrganismo puder sobreviver no ar por longos períodos).
O distanciamento social pode ser menos eficaz nos casos em que uma infecção é transmitida principalmente por água ou alimentos contaminados ou por vetores como mosquitos ou outros insetos, e com menos frequência de pessoa para pessoa. As desvantagens do distanciamento social podem incluir a solidão, a redução da produtividade e a perda de outros benefícios associados à interação humana.
Historicamente, o distanciamento social foi utilizado como um meio de impedir a propagação da Gripe espanhola de 1918. Mais recentemente, países decretaram estado de quarentena durante a Pandemia de COVID-19, buscando evitar a aglomeração de pessoas.